# 库斯县 (新罕布什尔州)
庫斯县（英語：Coös County，/ˈkoʊ.ɒs/）是位於美国新罕布什尔州最北部的一個縣（包括整個新罕布什尔州狹地），西鄰佛蒙特州，東鄰缅因州，北鄰加拿大魁北克省，面積4,743平方公里。根據2020年美國人口普查，本縣共有人口31,268人。本縣縣治為蘭開斯特。

## 歷史
库斯县於1803年12月24日自格拉夫頓縣成立，其縣名是阿爾岡昆语，意思是「小松樹」。要注意的是，縣名的讀音應該為「/ˈko.ɑs/」。為了區分音節，有時會在第二個「o」上加上分音符號。例如當地的周報稱為「The Coös County Democrat」。
在美國獨立戰爭中，兩單位的大陆军士兵，貝德勒遊騎兵團和惠特科姆遊騎兵團，均來自本縣。在1783年簽定《巴黎條約》後至1835年，本縣和新罕布什尔州均是美国與加拿大的爭議領土。在1832年至1835年期間，當地居民更成立了「印第安溪共和国」。
根據1810年人口普查，本縣共有人口3,991人。這個數字於1870年急升至近15,000人。當時，整個库斯县的價值還不過500萬美元，但其每畝農田的生產力卻能與伊利诺伊州相比。其他早期工業則包括林业和制造业。現今，本縣主要經濟活動為林業與旅遊業。

## 地理

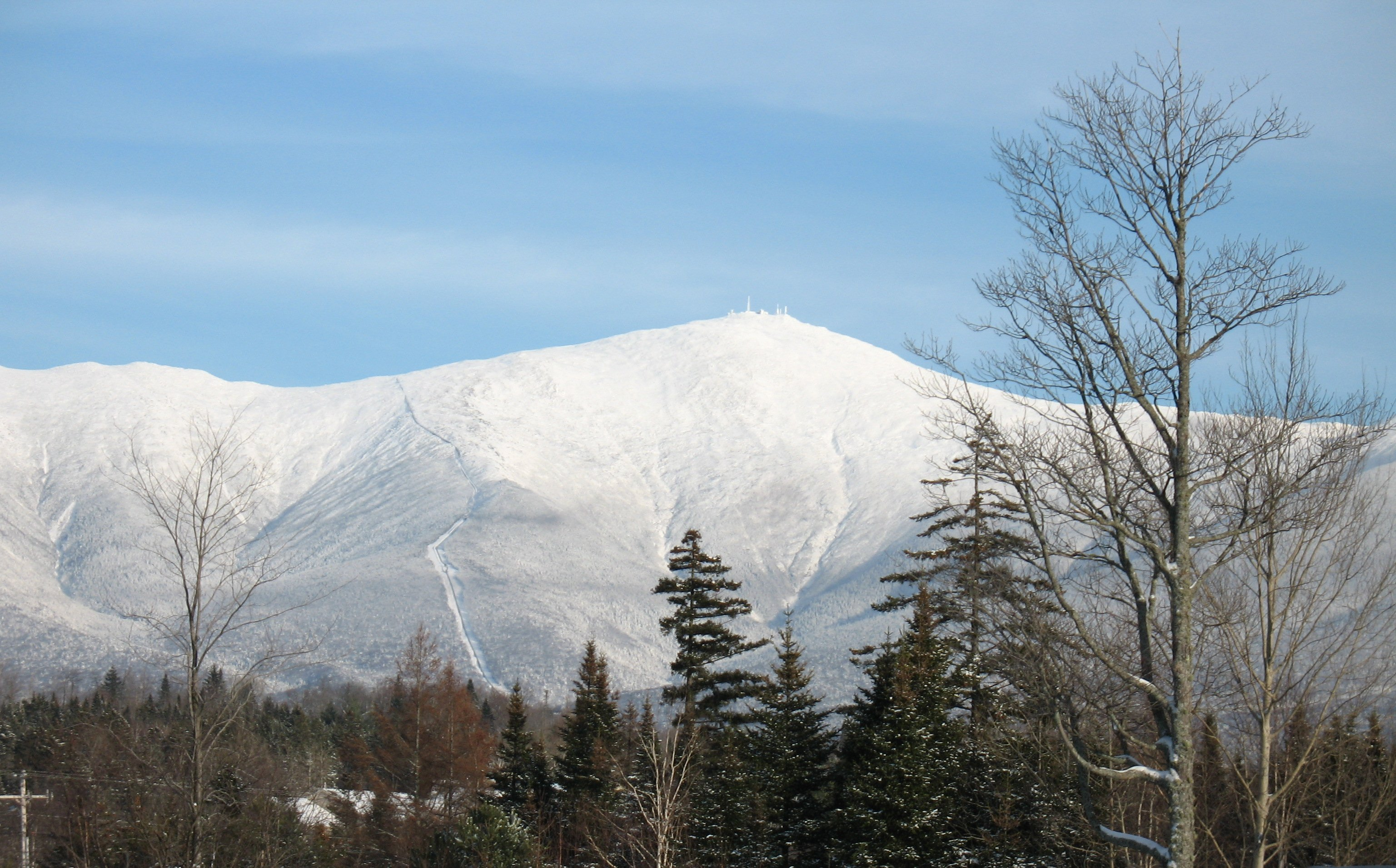
美國東北部最高峰華盛頓山

根據2000年人口普查，库斯县的總面積為1,831平方英里（4,740平方），其中有1,800平方英里（4,700平方），即99.3%為陸地；31平方英里（80平方），即1.7%為水域。本縣是新罕布什尔州面積最大的縣份。
本縣的大部份山區均被劃進國家森林公園、荒野、州立公園及其他公共場所。這些山區的主體為白山山脈，而新英格蘭，乃至美國東北部最高峰華盛頓峰亦屬於白山山脈。長162英里的喬霍徑（Cohos Trail）則貫穿整個縣。

### 毗鄰縣
- 缅因州 牛津縣：東方
- 新罕布什尔州 卡羅爾郡：東南方
- 新罕布什爾州 格拉夫頓縣：西南方
- 佛蒙特州 艾塞克斯縣：西方
- 加拿大 魁北克省 科蒂庫克地方自治郡（英语：Coaticook Regional County Municipality）：北方
- 加拿大 魁北克省 勒豪特-聖-弗朗索瓦地方自治郡（英语：Le Haut-Saint-François Regional County Municipality）：北方
- 加拿大 魁北克省 勒格蘭尼特地方自治郡（英语：Le Granit Regional County Municipality）：北方

### 國家保護區
- 恩貝哥國家野生動物保護區（英语：Umbagog National Wildlife Refuge）（部分）
- 西爾維奧·康特國家魚類和野生動物保護區（英语：Silvio O. Conte National Fish and Wildlife Refuge）（部分）
- 白山山脉国家森林（部分）

## 人口
| 调查年               | 人口   | 备注 | %±    |
| -------------------- | ------ | ---- | ----- |
| 1810                 | 3,991  |      | —     |
| 1820                 | 5,549  |      | 39.0% |
| 1830                 | 8,388  |      | 51.2% |
| 1840                 | 9,849  |      | 17.4% |
| 1850                 | 11,853 |      | 20.3% |
| 1860                 | 13,161 |      | 11.0% |
| 1870                 | 14,932 |      | 13.5% |
| 1880                 | 18,580 |      | 24.4% |
| 1890                 | 23,211 |      | 24.9% |
| 1900                 | 29,468 |      | 27.0% |
| 1910                 | 30,753 |      | 4.4%  |
| 1920                 | 36,093 |      | 17.4% |
| 1930                 | 38,959 |      | 7.9%  |
| 1940                 | 39,274 |      | 0.8%  |
| 1950                 | 35,932 |      | −8.5% |
| 1960                 | 37,140 |      | 3.4%  |
| 1970                 | 34,291 |      | −7.7% |
| 1980                 | 35,147 |      | 2.5%  |
| 1990                 | 34,828 |      | −0.9% |
| 2000                 | 33,111 |      | −4.9% |
| 2010                 | 33,055 |      | −0.2% |
| [ 14 ] [ 15 ] [ 16 ] |        |      |       |

根據2000年人口普查，库斯县擁有33,111居民、13,961住戶和9,158家庭。其人口密度為每平方英里18居民（每平方公里7居民）。本縣擁有19,623間房屋单位，其密度為每平方英里11間（每平方公里4間）。而人口是由98.05%白人、0.12%非裔、0.28%原住民、0.37%亞裔、0.02%太平洋岛民、0.16%其他種族和1%混血构成。而西班牙裔或拉美裔佔了人口0.61%。在98.05%白人中，有23.5%是法裔、19.8%是法裔加拿大人、14.2%是英裔、以及10.2%是愛爾蘭裔。有16.17%人口的母語為法语。
在13,961住户中，有28.1%擁有一個或以上的兒童（18歲以下）、52.3%為夫妻、8.8%為單親家庭、34.4%為非家庭、28.8%為獨居、14.1%住戶有同居長者。平均每戶有2.33人，而平均每個家庭則有2.82人。在33,111居民中，有22.8%為18歲以下、6.3%為18至24歲、26.7%為25至44歲、25.7%為45至64歲以及18.5%為65歲以上。人口的年齡中位數為42歲，女子對男子的性別比為100：95.6。成年人的性別比則為100：92.6。
本縣的住戶收入中位數為$33,593，而家庭收入中位數則為$40,654。男性的收入中位數為$32,152，而女性的收入中位數則為$21,088，人均收入為$17,218。約6.8%家庭和10%人口在貧窮線以下，包括10.7%兒童（18歲以下）及12.5%長者（65歲以上）。